# Alexander Araujo
Luis Alexander Araujo Ludeña (Talara, Perú, 16 de enero de 1981) es un futbolista peruano. Juega como guardameta y su equipo actual es el Amazonas FC de la Copa Perú.

## Trayectoria
Comenzó su carrera en el IMI Norbank de su natal Talara. Araujo jugó con este club la Copa Perú 1998, llegando hasta la final del torneo donde logró el título ganando en la final al Bolognesi de Tacna, luego jugaría en equipos de la liga de Talara y después en Atlético Grau de Piura en el 2002 en que perderían la final de la Copa Perú ante el Atlético Universidad. Sin embargo, el joven portero fue una de las figuras de la Copa, por lo que fue fichado por el Cienciano en la siguiente temporada. Araujo fue parte del plantel cusqueño que obtuvo la Copa Sudamericana 2003 y la Recopa Sudamericana 2004, aunque no llegó a disputar ningún partido. Llegó a tener más continuidad en el 2005, cuando consiguió el título del Torneo Apertura. Fue parte del equipo huancaíno que jugó la Copa Sudamericana 2010 donde se perdió 9 a 0 ante Defensor Sporting.
Luego de jugar por varios equipos provincianos, llegó al Sporting Cristal en 2012, donde fue campeón nacional ese año tras alternar la portería con Erick Delgado. En el 2014 consiguió su segundo título nacional con los rimenses, Araujo atajó en las dos finales que los consagraron campeones: en el Clausura contra Alianza Lima y en la última final nacional ante Juan Aurich.
Para el año 2019 ficha por Deportivo Binacional para la Copa Libertadores.

## Clubes
| Club                 | País | Año         |
| -------------------- | ---- | ----------- |
| IMI F.C.             | Perú | 1998-1999   |
| U.D.T Aviación       | Perú | 2000        |
| Olimpia              | Perú | 2001        |
| Atlético Grau        | Perú | 2001-2002   |
| Cienciano            | Perú | 2003 - 2005 |
| José Gálvez          | Perú | 2006        |
| Atlético Torino      | Perú | 2007        |
| Atlético Grau        | Perú | 2008        |
| Sport Huancayo       | Perú | 2009 - 2010 |
| Inti Gas             | Perú | 2011        |
| Sporting Cristal     | Perú | 2012 - 2015 |
| Unión Comercio       | Perú | 2016 - 2018 |
| Comerciantes Unidos  | Perú | 2018        |
| Deportivo Binacional | Perú | 2019 - 2020 |
| Unión Comercio       | Perú | 2020        |
| Santos F.C.          | Perú | 2021        |
| Alfonso Ugarte       | Perú | 2022        |
| Alianza Universidad  | Perú | 2022        |
| Amazonas FC          | Perú | 2024 -      |

## Palmarés

### Torneos cortos
| Título          | Club                 | País | Año  |
| --------------- | -------------------- | ---- | ---- |
| Torneo Apertura | Cienciano            | Perú | 2005 |
| Torneo Clausura | Sporting Cristal     | Perú | 2014 |
| Torneo Apertura | Deportivo Binacional | Perú | 2019 |

### Campeonatos nacionales
| Título                    | Club                 | País | Año  |
| ------------------------- | -------------------- | ---- | ---- |
| Copa Perú                 | IMI FC               | Perú | 1998 |
| Primera División del Perú | Sporting Cristal     | Perú | 2012 |
| Primera División del Perú | Sporting Cristal     | Perú | 2014 |
| Liga 1                    | Deportivo Binacional | Perú | 2019 |

### Campeonatos internacionales
| Título              | Club      | País | Año  |
| ------------------- | --------- | ---- | ---- |
| Copa Sudamericana   | Cienciano | Perú | 2003 |
| Recopa Sudamericana | Cienciano | Perú | 2004 |

### Distinciones individuales
| Distinción                                                                | Año  |
| ------------------------------------------------------------------------- | ---- |
| Preseleccionado como arquero en el mejor once de la Liga 2 según la SAFAP | 2020 |